# Hey Man Amen
Singles de Serge Gainsbourg
Mon Légionnaire
(1988) Couleur Café
(live, 1989)
Hay Man Amen est une chanson de Serge Gainsbourg, sorti en single en 1989. Extrait de l'album live Le Zénith de Gainsbourg, le titre, enregistré lors du passage de Gainsbourg en mars 1988, a été créé lors de ce concert. Il ne fut pas classé dans le Top 50.